# Tuy (Burkina Faso)
Tuy ist eine Provinz in der Region Hauts-Bassins im westafrikanischen Staat Burkina Faso mit 285.332 Einwohnern (2013) auf 5633 km².
Die Provinz besteht aus den Departements Houndé, Békuy, Béréba, Boni, Founzan, Koti und Koumbia. Hauptstadt ist Houndé.